# Tommaso Adamini
Tommaso Adamini, auch Foma Leontjewitsch Adamini, (russisch Томмазо Адамини, Фома Леонтьевич Адамини; * 1763 in Agra-Bigogno, Kanton Tessin; † 1828 in St. Petersburg) war ein Schweizer Architekt in Russland.

## Leben
Adaminis Vater Leone Adamini, Söhne Leone Adamini (Lew Fomitsch Adamini), Domenico Adamini (Dementi Fomitsch Adamini) und Neffe Antonio Adamini (Anton Ustinowitsch Adamini) waren Architekten in Russland.
Adamini kam mit seinen beiden Söhnen 1796 nach St. Petersburg und trat in den Dienst des Kaiserlichen Kabinetts als Meister für Steinangelegenheiten. Unter der Leitung Giacomo Quarenghis war er am Bau des Maria-Krankenhauses (1803–1805), am Umbau des Anitschkow-Palais (1801–1811) und der Appartements Alexanders I. (1801–1802, 1808) und am Ausbau des Smolny-Klosters (1811–1816) beteiligt. Auch projektierte Adamini für den Jekaterinburger Kaufmann Lew Rastorgujew und nach dessen Tod 1823 für dessen Schwiegersohn P. J. Charitonow ein Herrenhaus in Jekaterinburg, das dann der Architekt Michail Malachow baute (1794–1824). Dieses prächtige Herrenhaus-Ensemble beschrieb Dmitri Mamin-Sibirjak in seinem 1883 erschienenen Buch Priwalowskije Milliony (Priwalows Millionen).
1819–1825 leitete Adamini den Bau des von Carlo Rossi projektierten Michailowski-Palasts für Großfürst Michael Pawlowitsch. Gleichzeitig arbeitete er beim Bau des Generalstabsgebäudes am Palastplatz mit.
1825 ging Adamini in den Ruhestand, so dass sein Sohn Leone seine Stelle am Kaiserlichen Kabinett übernehmen konnte.

## Bilder

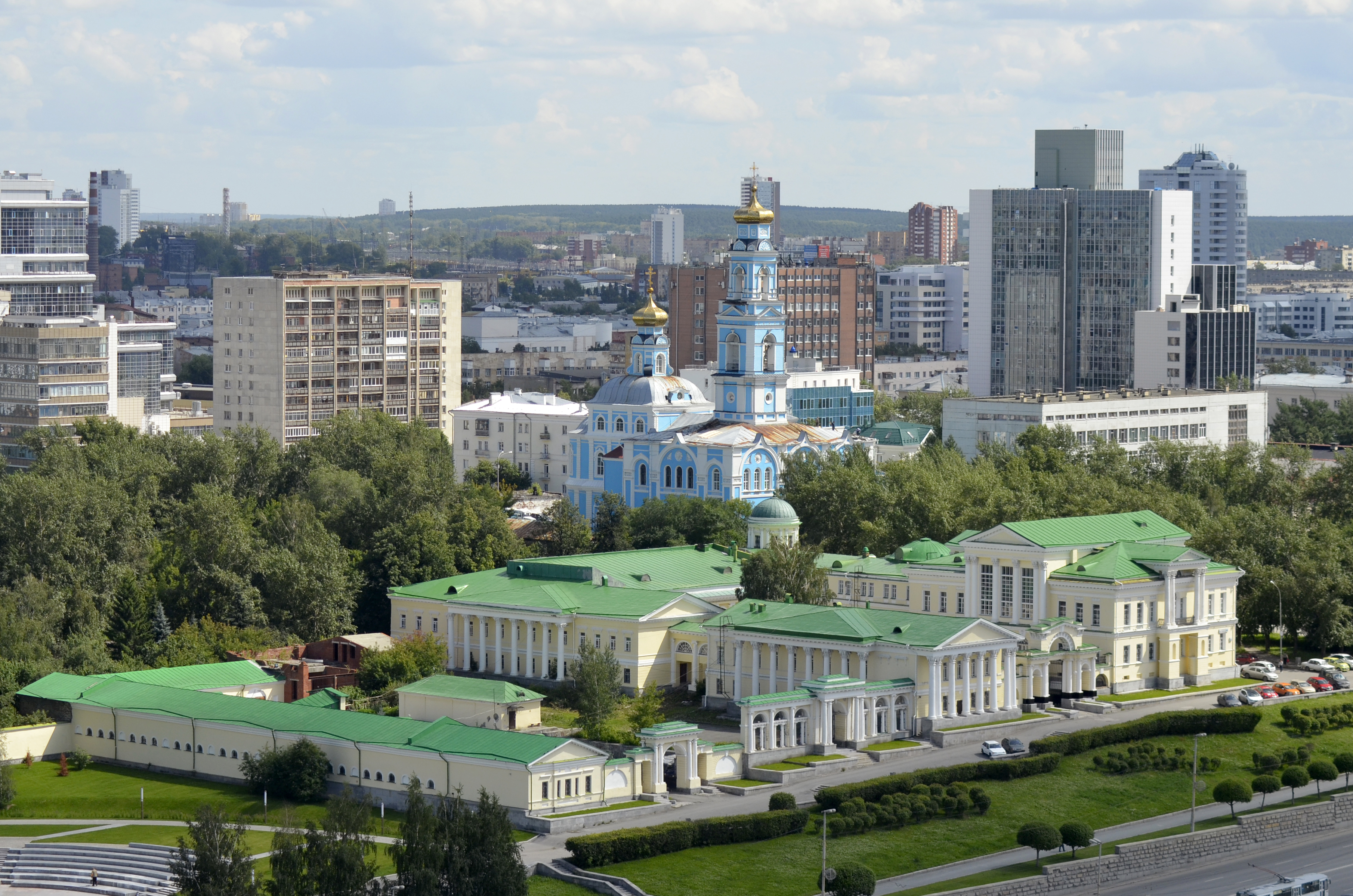
Rastorgujew-Charitonow-Herrenhaus, Karl-Liebknecht-Straße 44, Jekaterinburg
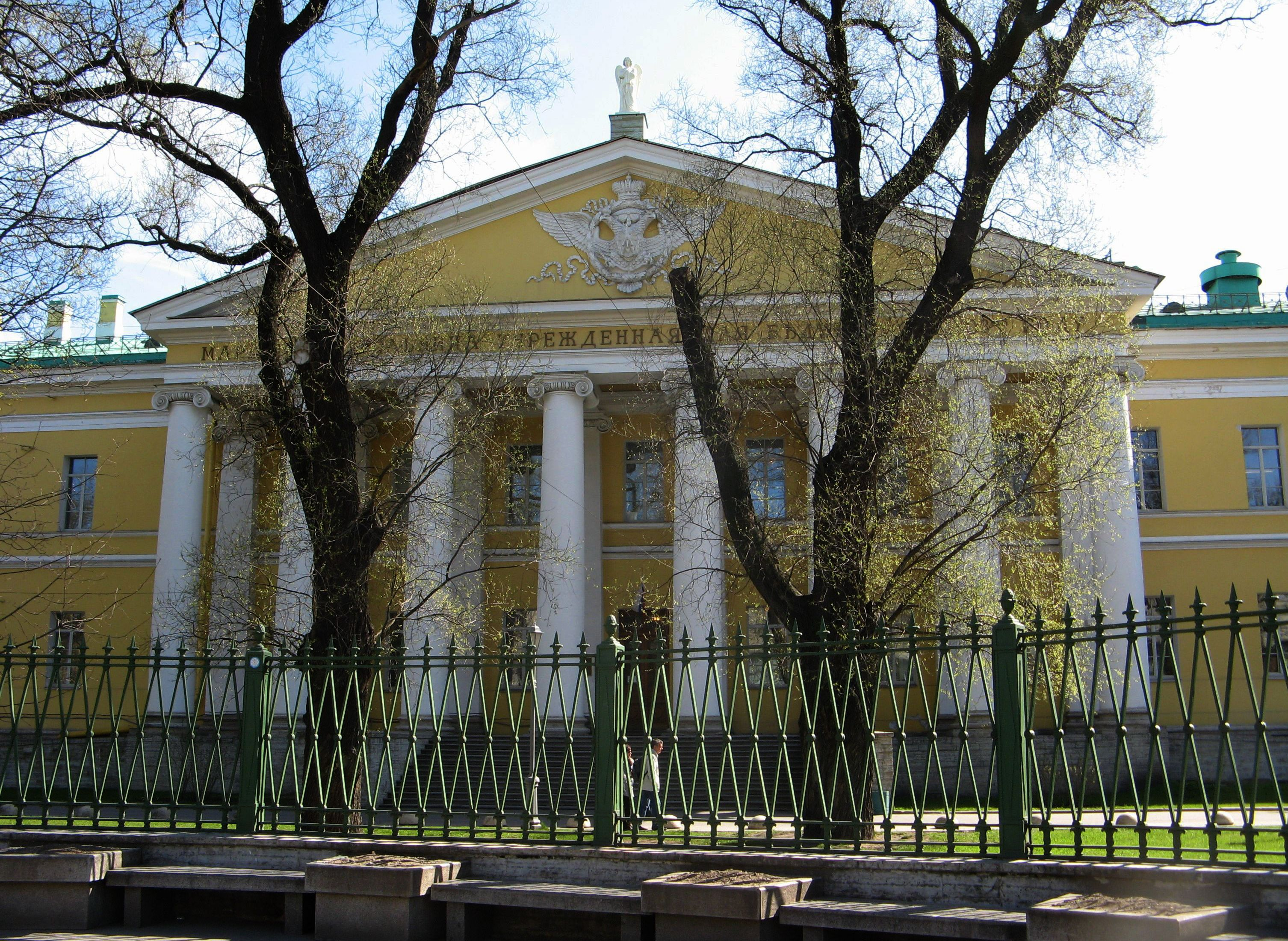
Maria-Krankenhaus, Liteiny Prospekt 56, St. Petersburg
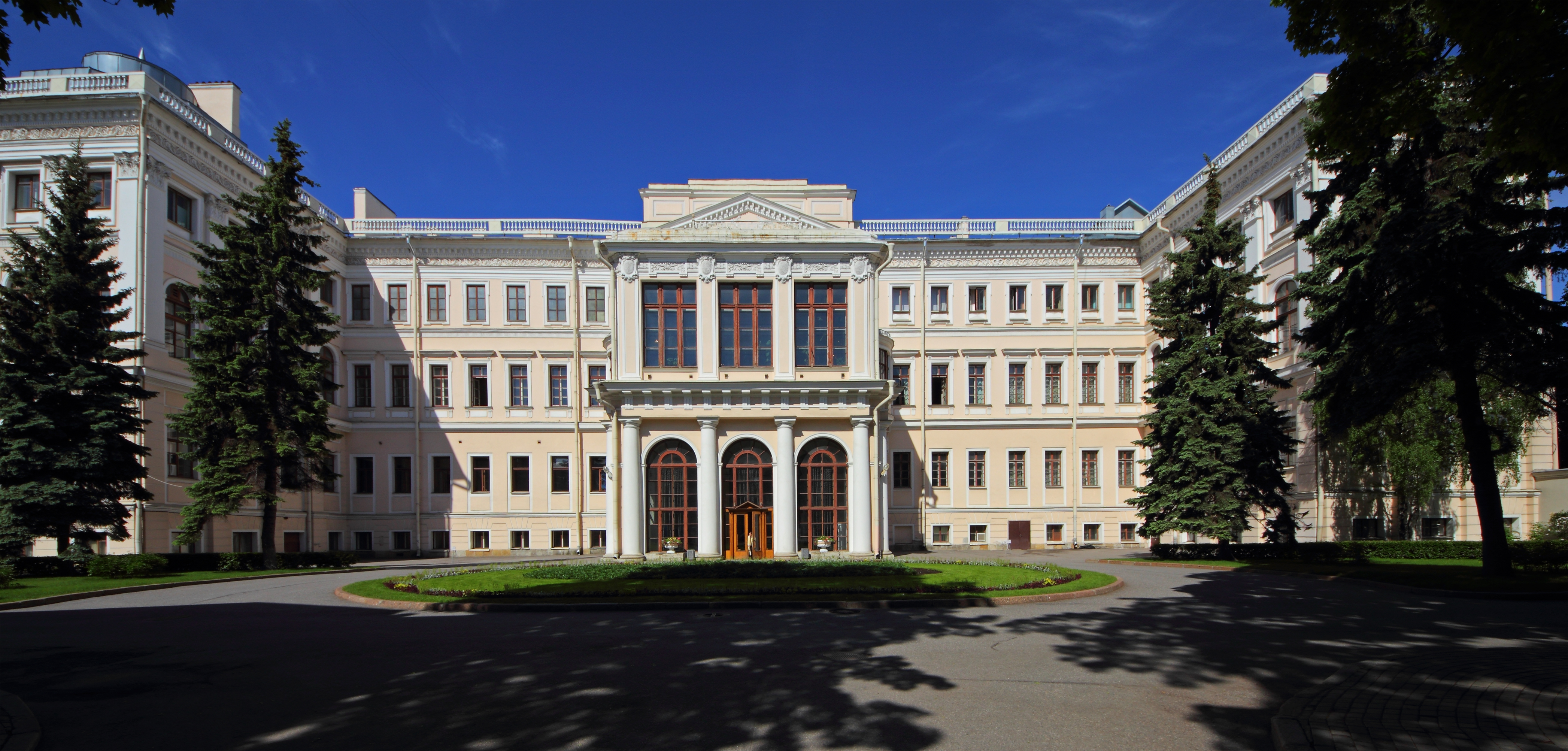
Anitschkow-Palais, St. Petersburg
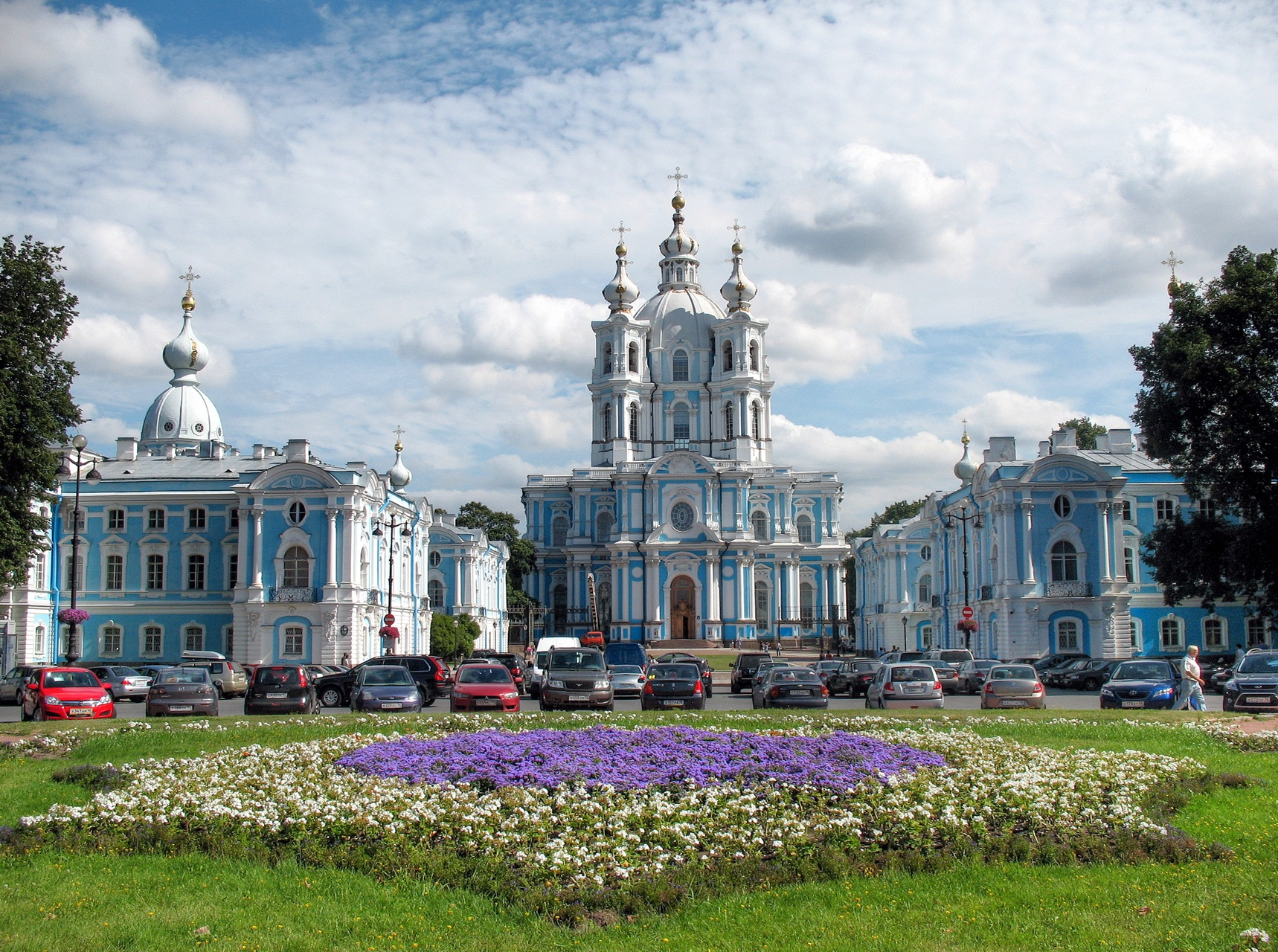
Smolny-Kloster, St. Petersburg
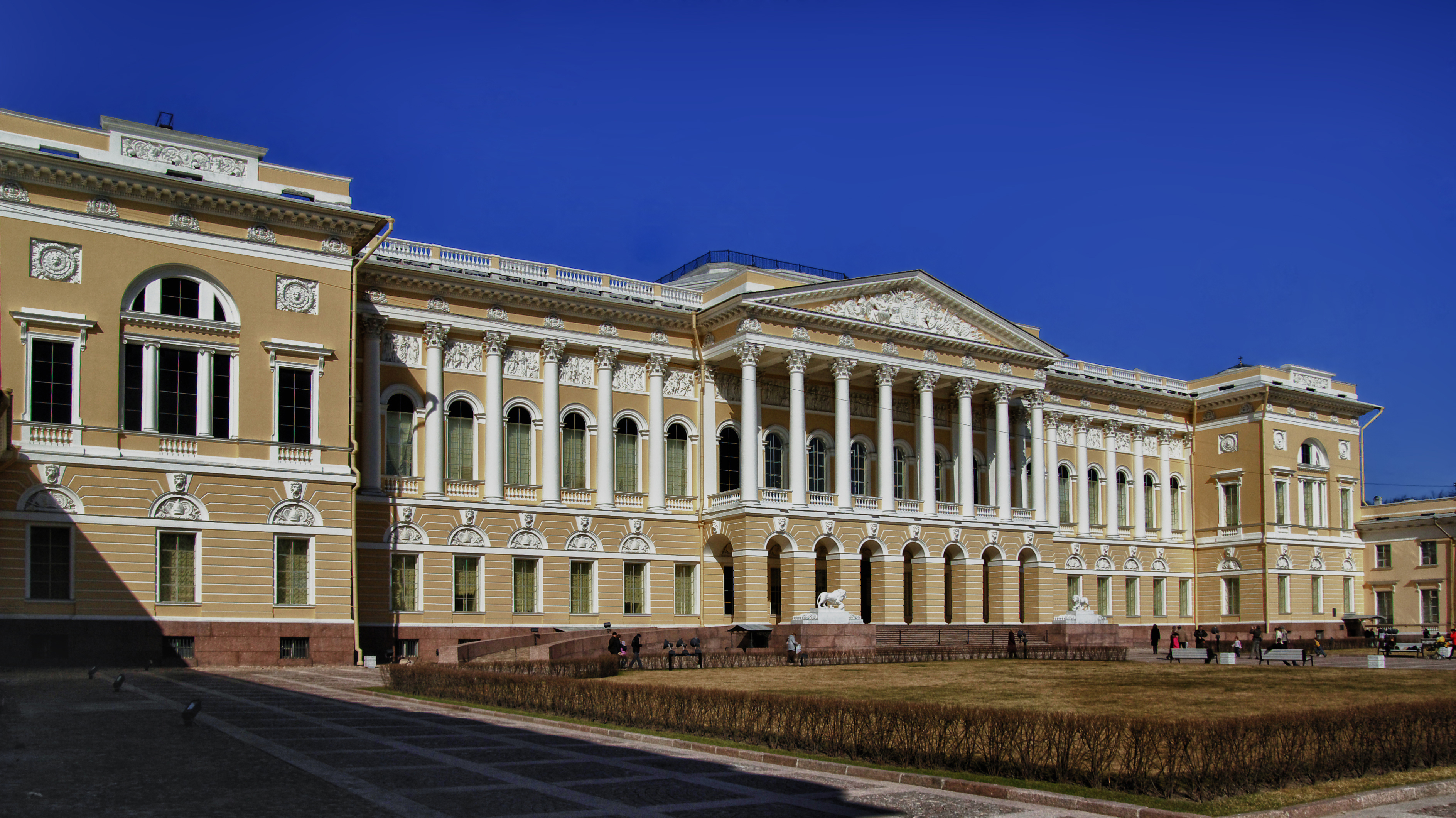
Michailowski-Palast, St. Petersburg